# Гардін Володимир Ростиславович
Володимир Ростиславович Гардін (справжнє прізвище Благонравов) (*18 січня 1877, Москва — † 29 травня 1965, Ленінград) — російський, радянський актор, режисер, сценарист. Один з перших режисерів ВУФКУ. Народний артист РРФСР (1935). Народний артист СРСР (1947).

## Життєпис
В 1894 році закінчив Другий Московський кадетський корпус. З 1898 бере участь в любительських театральних постановках.
В 1913 році приходить в кіно. Того ж року в Києві разом з Яковом Протазановим знімає фільм «Ключі щастя». До 1917 року їм поставлено 33 картини.
З 1922 по 1925 рік співпрацює з ВУФКУ, знімає кілька фільмів в Ялті.
У 1919 році — один з організаторів, а потім — перший директор Держкіношколи в Москві (нині — ВДІК).
З 1924 року — режисер і актор ленінградських кіностудій: Держкіно, Белгоскіно, к/ст «Ленфільм».
Новий етап у творчості Гардіна почався у роки звукового кіно — він знімався як актор (картини: «Загибель сенсації» (1935), «Юність поета» (1937), «Петро Перший» (1937), «Петро Перший 2» (1938), «Людина у футлярі» (1939), «Антон Іванович сердиться» (1941) та багато ін.).
Похований на Богословському кладовищі в Санкт-Петербурзі.

## Вибіркова фільмографія
- 1913 — «Ключі щастя»
- 1914 — «Енвер-паша — зрадник Туреччини»
- 1917 — «Любов ченця»
- 1917 — «Наше серце»
- 1922 — «Привид блукає Європою» (Друга кінофабрика ВУФКУ)
- 1922 — «Остання ставка містера Енніока» (Друга кінофабрика ВУФКУ)
- 1923 — «Отаман Хміль» (Перша та Друга кінофабрика ВУФКУ)
- 1923 — «Поміщик» (Перша та Друга кінофабрика ВУФКУ)
- 1923 — «Слюсар і канцлер» (у співавт. з О. Преображенською; Перша та Друга кінофабрика ВУФКУ)
- 1923 — «Остап Бандура» (Перша та Друга кінофабрика ВУФКУ)
- 1925 — «Хрест і маузер»
- 1925 — «Ведмеже весілля» (у співавт. з К Еггертом)
- 1927 — «Кастусь Калиновський»
- 1927 — «Поет і цар» (у співавт.)